# Никольское (Жуковский район)
Никольское — село в Жуковском районе Калужской области, в составе сельского поселения «Деревня Чубарово».

## География
Расположена на севере Калужской области на административной границе Калужской области и Новой Москвы. Рядом — Папино, Орехово, Ольхово.

## Климат
Умеренно-континентальный с выраженными сезонами года: умеренно жаркое и влажное лето, умеренно холодная зима с устойчивым снежным покровом. Средняя температура июля +18 °C, января −9 °C. Теплый период длится в среднем около 220 дней.

## Население
| 2002 | 2010 |
| ---- | ---- |
| 13   | ↘7   |

## История
В 1782 году село Никольское, сельцо Папино и деревни Чубарово Александра Петровича Глебова Боровского уезда на правом берегу Нары.
В селе церковь каменная Рождества Пресвятой Богородицы с двумя приделами — Николая Чудотворца и Дмитрия Ростовского Чудотворца.

## Достопримечательности
- Усадьба Никольское
- Церковь Рождества Пресвятой Богородицы — восстановлена, действующая